# Gifford (Carolina del Sud)
Gifford és una població dels Estats Units a l'estat de Carolina del Sud. Segons el cens del 2000 tenia 370 habitants.

## Demografia
Segons el cens del 2000, Gifford tenia 370 habitants, 123 habitatges i 87 famílies. La densitat de població era de 152 habitants/km².
Dels 123 habitatges en un 34,1% hi vivien nens de menys de 18 anys, en un 35,8% hi vivien parelles casades, en un 30,1% dones solteres, i en un 28,5% no eren unitats familiars. En el 24,4% dels habitatges hi vivien persones soles el 6,5% de les quals corresponia a persones de 65 anys o més que vivien soles. El nombre mitjà de persones vivint en cada habitatge era de 3,01 i el nombre mitjà de persones que vivien en cada família era de 3,67.
Per edats la població es repartia de la següent manera: un 36,5% tenia menys de 18 anys, un 10% entre 18 i 24, un 25,1% entre 25 i 44, un 20% de 45 a 60 i un 8,4% 65 anys o més.
L'edat mediana era de 27 anys. Per cada 100 dones de 18 o més anys hi havia 75,4 homes.
La renda mediana per habitatge era de 18.375 $ i la renda mediana per família de 23.750 $. Els homes tenien una renda mediana de 20.250 $ mentre que les dones 16.364 $. La renda per capita de la població era de 7.602 $. Entorn del 26,7% de les famílies i el 37,9% de la població estaven per davall del llindar de pobresa.

## Poblacions més properes
El següent diagrama mostra les poblacions més properes.